# Кентаври (фільм)
 «Кентаври» — двосерійний фільм кінорежисера В.Жалакявічюса, знятий в жанрі соціально-політичної  драми. Завершальна частина «латиноамериканської трилогії» («Вся правда про Колумба», «Це солодке слово — свобода!»).

## Сюжет
Дія відбувається в неназваній державі Латинської Америки (проте очевидно, що мається на увазі Чилі). У військових колах зріє змова, що підігрівається зарубіжними спецслужбами. Акція під кодовою назвою «Кентавр» задумана у  Вашингтоні. Народ вірить у  президента, але змовники на чолі з генералом Піном набирають силу для організації  перевороту.

## У ролях
- Донатас Баніоніс — президент (озвучив Ігор Кваша)
- Регімантас Адомайтіс — Орландо, директор бюро розслідувань (озвучив В'ячеслав Шалевич)
- Маргіт Лукач — дружина президента
- Євген Лебедєв — генерал Пін
- Дьюла Бенкьо — генерал Каталан
- Олена Івочкіна — Анна-Марія
- Ірен Шютьо — мати Анни-Марії
- Геннадій Бортников — Анібал
- Їтка Зеленогорська — Джулі
- Валентин Гафт — Андрес, змовник
- Іон Унгуряну — міністр Торо
- Міхай Волонтир — Еварісто
- Бруно Оя — Нільсон, шведський журналіст
- Валерій Анісімов — капітан Грец
- Кахі Кавсадзе — Уго, бармен
- Валерій Кузин — генерал
- Нодар Мгалоблішвілі — міністр Мігель
- Юозас Будрайтіс — Раймон
- Думітру Фусу

## Нагороди
- 1979 рік — Головний приз «Фестивалю Свободи» в Сопоті
- 1979 рік — 12 Всесоюзний кінофестиваль в Ашхабаді:[3]
  - Головний приз у розділі художніх фільмів;
  - Приз за найкращий сценарій (Вітаутас Жалакявічус).
  - Приз за операторську роботу (Павло Лебешев).
  - Приз за образотворче рішення (Леван Шенгелія).